# West-Vlaamse Gilde (Leuven)
De West-Vlaamse Gilde is de overkoepelende vereniging van regionale studentenclubs uit West-Vlaanderen in Leuven. 

## Geschiedenis
Ze werd opgericht in februari 1882 door Juliaan Delbeke, Aloïs Bruwier, Alfons Depla en Emiel Lauwers en is de oudste gilde te Leuven. De West-Vlaamse gilde wordt bestuurd door een gildepresidium onder leiding van een gildepreses. De gilde komt op regelmatige basis samen tijdens het academiejaar en houdt activiteiten gaande van cantussen tot sportactiviteiten. Het gildeschild is het wapenschild van de provincie West-Vlaanderen: het stralenschild van het graafschap Vlaanderen. De kleuren van de West-Vlaamse Gilde zijn blauw-geel. De West-Vlaamse Gilde is een van de vijf gildes die resideren onder het Seniorenkonvent Leuven.

## Aangesloten clubs
- Moeder Brugse (gesticht in 1886)
- Izegemse Club (gesticht in 1941)
- Kortrijkse Club (gesticht in 1884)
- Moeder Meense (gesticht in 1902)
- Moeder Oostendse (gesticht in 1912, geen werking meer sinds 2024)
- Waregemse Club (gesticht in 1947)
- Moeder Mandel (Roeselare, gesticht in 1922, geen werking meer sinds 1999)
- Tieltse Club (gesticht in 1902, geen werking meer sinds 2001)
- Veurne-Ambachtse Club (gesticht in 1903, geen werking meer sinds 1940, opgegaan in het Westland)
- Westland (gesticht in 1890, geen werking meer sinds 2003)

## Trivia
- De West-Vlaamse Gilde ziet nauwlettend toe op het gebruik van de taal. Het gebruik van de Franse taal is uit den boze. Franstalige liederen worden op cantussen evenzeer geweerd.